# Charlie Jade
Charlie Jade est une série télévisée canado-sud-africaine en vingt épisodes de 42 minutes créée par Robert Wertheimer et Chris Roland, et diffusée entre le 16 avril et le 20 août 2005 sur Space. La série a aussi été diffusée aux États-Unis à partir du 6 juin 2008 sur Sci Fi Channel.
En France, la série est diffusée depuis le 7 janvier 2006 sur France 4, et au Québec à partir de janvier 2006 sur Mystère.
La série est tournée au Cap en Afrique du Sud, elle bénéficie ainsi de décors naturels.

## Synopsis
L'Alphaverse, le Gammaverse et le Betaverse sont des univers parallèles. L'Alphaverse est un univers futuriste assez terrifiant à l'atmosphère proche de Blade Runner, une dystopie, contrôlée par une puissante multinationale, la société Vexcor. Le Betaverse est un monde ressemblant au nôtre tandis que le Gammaverse en est une version idyllique, comme si les humains avaient appris à gérer raisonnablement les ressources de la Terre.
Alors qu'il poursuivait un tueur dans l'Alphaverse, une explosion due à un attentat du Gammaverse propulse le détective privé Charlie Jade dans un univers parallèle, le Betaverse.
Désormais Charlie Jade n'a plus qu'un objectif : rejoindre son monde dans lequel l'attend sa fiancée, Jasmine.

## Accroche
« Que se serait-il passé si les humains n'avaient pas abusé de la Terre et de ses ressources ? Combien le monde serait-il différent ? Faites un saut dans l'imaginaire et explorez le monde à travers trois univers parallèles : l'Alphaverse (ce que notre monde pourrait devenir), le Betaverse (notre monde) et le Gammaverse (ce qu'aurait pu être notre monde). »

## Distribution
- Jeffrey Pierce (VQ : Patrice Dubois) : Charlie Jade
- Patricia McKenzie (en) (VQ : Marika Lhoumeau) : Reena
- Tyrone Benskin (VQ : Benoit Rousseau) : Karl Lubinsky
- Michael Filipowich (VQ : Jean-François Beaupré) : 01 Boxer
- Michele Burgers (VQ : Claudine Chatel) : Essa Rompkin
- Marie-Julie Rivest (VQ : Isabelle Payant) : Jasmine/Paula
- Danny Keogh (en) (VQ : Mario Desmarais) : Julius Galt
- Greg Latter : P.J.
- Rolanda Marais (af) : Blues Paddock

 Source et légende : version québécoise (VQ) sur Doublage.qc.ca

## Épisodes
1. Le Big-bang (The Big Bang)
2. Le Désert (Sand)
3. Toi, ici ? (You Are Here)
4. Le Pouvoir de la suggestion (The Power of Suggestion)
5. Et pas une goutte à boire (And Not a Drop to Drink)
6. Brassée de linge sale (Dirty Laundry)
7. Diamants (Diamonds)
8. Dévouement (Devotion)
9. Coup dans le dos (Betrayal)
10. Propre identité (Identity)
11. Eau trouble (Thicker Than Water)
12. Question de priorité (Choosing Sides)
13. Miroir sans tain (Through a Mirror Darkly)
14. L'ennemi de mon ennemi (The Enemy of My Enemy)
15. Voir et croire (Things Unseen)
16. Raccourci (The Shortening of the Way)
17. Les filets du mensonge (Spin)
18. Une histoire avant de s'endormir (Bedtime Story)
19. De chair et de sang (Flesh)
20. Ouroboros (Ouroboros)